# Nemapogon auropulvella
Nemapogon auropulvella är en fjärilsart som beskrevs av Victor Toucey Chambers 1873. Nemapogon auropulvella ingår i släktet Nemapogon och familjen äkta malar. Inga underarter finns listade i Catalogue of Life.